# شاين هاريس
شاين هاريس (بالإنجليزية: Shane Harris)‏ هو كاتب وصحفي كتب على نطاق واسع عن الإستخبارات والأمن القومي، وهو له عدة مقالات في صحيفة الواشنطن بوست التي عمل فيها في السابق، وقد غطى معلومات الإستخباراتية لصحيفة وول ستريت جورنال 
قام شاين هاريس بإصدار كتاب بعنوان (War: The Rise of the Military-Internet Complex@)  يستكشف الخطوط الأمامية للحرب الإلكترونية الأمريكية الجديدة (Eamon Dolan/Houghton Mifflin Harcourt, 2014)، يحكي كتابه الأول (The Watchers: The Rise of America's Surveillance State)  والتي تعني باللغة العربية [المراقبون: صعود حالة المراقبة الأمريكية] قصة خمسة رجال لعبوا أدوارا مركزية في إنشاء جهاز أمن قومي ضخم وصعود المراقبة في أمريكا (Penguin Press, 2010)، وقد حصل هذا الكتاب على جائزة هيلين برنشتاين للكتاب من مكتبة نيويورك العامة للتميز في الصحافة  ووصفته مجلة الإيكونوميست بأنه أحد أفضل الكتب لعام 2010  ، وقد فاز شاين بجائزة جيرالد فور لعام 2010 للتقرير المتميز عن الدفاع الوطني. تم إختياره أرع مرات كمرشح نهائي لجوائز ليفينغستون للصحفيين الشباب، والتي تكرم فيها أفضل الصحفيين في أمريكا الذين تقل أعمارهم عن 35 عاما.
شاين هاريس هو أيضا زميل في برنامج الأمن الدولي في أمريكا الجديدة، وقد ظهرت أعماله في صحفية نيويورك تايمز ومجلة سلايت ومجلة ذا أتلانتيك، مجلة ناشيونال جورنال، نشرة علماء الذرة، وقائع المعهد البحري الأمريكي، ويقدم تحليلات في قنوات مثل: قناة إم إس إن بي سي، سي إن إن، والإذاعة الوطنية العامة، وبي بي سي، قناة التاريخ التلفزيونية، ناشيونال جيوغرافيك، والعديد من المؤسسات الإعلامية الأجنبية والعديد من محطات الإذاعة العامة المحلية.
عمل شاين هاريس كاتبا بارزا في ذا ديلي بيست وفي مجلة فورين بوليسي، بصفته كاتبا أولا في مجلة واشنطونيا، كان جزءا من الفريق الذي حصل على جائزة التميز في الكتابة لعام 2011 من جمعية المجلات الإقليمية والمدنية. وفي عام 2012 فازت شركة واشنطونيا بجائزة التميز العامة المرموقة للمجلة المطبوعة وموقع الويب، حيث كتب شاين هاريس مقالا عن الأمن القومي بعنوان (Dead Drop) التي تعني باللغة العربية القطرة الميتة.
من سنة 2005 إلى سنة 2010، كان شاين هاريس مراسلا للموظفين في مجلة ناشيونال جورنال، حيث كان يكتب عن الإستخبارات والأمن الداخلي، قبل ذلك المنصب، كان محررا تقنيا ومراسلا للموظفين في مجلة الحكومة التنفيذية. شغل شاين أيضا منصب مدير التحرير لمجلة موفي لاين في لوس أنجلوس، بدأ حياته المهنية في الصحافة عام 1999 كمنسق أبحاث وكاتب في مجلة كوفرنين في واشنطن.
تخرج شاين هاريس من جامعة ويك فورست بدرجة البكالوريوس وقد حصل على الدكتوراه في السياسة عام 1998، وهو كاتب روائي أيضا. أثاء إقامته في لوس أنجلوس ساعد في تأسيس فرقة كوميدية تخطيطية وعمل كمدير فني لها، شاين هاريس هو كاتب سيناريو نهائي في مهرجان صاندانس السينمائي، يعيش مع زوجته في واشنطن العاصمة 